# 塩田明彦
塩田 明彦（しおた あきひこ、1961年〈昭和36年〉9月11日 - ）は日本の映画監督、脚本家、映画批評家である。

## 経歴
立教大学在学中より自主制作映画を作り始める。1983年、黒沢清監督『神田川淫乱戦争』に助監督として参加する。同年、『ファララ』がぴあフィルムフェスティバルに入選する。その後、大和屋竺のもとで脚本を学ぶ。1996年、オリジナルビデオ『露出狂の女』を監督する。1999年、初長編映画『月光の囁き』がロカルノ国際映画祭に出品される。同年、第24回報知映画賞新人賞を受賞する。2005年、『カナリア』が公開され、同年のレインダンス映画祭グランプリを受賞する。2007年、『どろろ』が日本国内で興行的な成功をおさめる。2014年、北川景子と錦戸亮を主演に迎えた『抱きしめたい -真実の物語-』が公開された。

## フィルモグラフィー

### 劇場映画
- 神田川淫乱戦争（1983年） - 助監督
- ドレミファ娘の血は騒ぐ（1985年） - 美術助手
- 恋のたそがれ（1994年） - 撮影
- ヤマトナデシコ（1998年） - 撮影
- 月光の囁き（1999年） - 監督・脚本
- どこまでもいこう（1999年） - 監督・脚本
- ギプス（2001年） - 監督・脚本・編集
- 害虫（2002年） - 監督
- 黄泉がえり（2003年） - 監督・脚本
- 帰ってきた 刑事まつり（2003年） - 監督
- カナリア（2005年） - 監督・脚本
- この胸いっぱいの愛を（2005年） - 監督・脚本
- どろろ（2007年） - 監督・脚本
- 世界（2011年） - 監督、『明日』の一編
- 抱きしめたい -真実の物語-（2014年） - 監督
- 風に濡れた女（2016年） - 監督（日活ロマンポルノ リブートプロジェクト作品）
- さよならくちびる（2019年） - 監督・脚本・原案
- 麻希のいる世界（2022年） - 監督・脚本
- 春画先生（2023年）-原作・監督・脚本

### 自主映画
- 優しい娘（1982年） - 監督
- ファララ（1983年） - 監督・脚本

### オリジナルビデオ
- ダーティ・ブルー 復讐の熱帯夜（1992年） - 脚本
- パチンカー奈美（1992年） - 脚本
- 叔母 魔性の血淫（1996年） - 脚本
- 勝手にしやがれ!! 逆転計画（1996年） - 脚本
- 露出狂の女（1996年） - 監督
- 本当にあった怖い話「呪死霊」（1999年） - 脚本

### テレビドラマ
- よろこぴの渦巻（1992年） - 出演
- 呪死霊 外伝2（1993年4月 - 9月） - 脚本
- あした吹く風（2002年） - 監督
- D×TOWN「スパイ特区」（2012年） - 監督・脚本

### Webシネマ
- 約束（2011年） - 監督
- 昼も夜も（2016）-監督・脚本

## 著書
- 映画の授業―映画美学校の教室から（青土社、2004年） 共著・黒沢清、万田邦敏、高橋洋、青山真治　ほか
- 映画術 その演出はなぜ心をつかむのか（イーストプレス、2014年）
- 映画の生体解剖Ｘ映画術: 何かがそこに降りてくる Kindle版 稲生平太郎、高橋洋、塩田明彦(著), 石堂藍(編集) かなざわ映画の会 2015年

## 受賞歴
- 1999年 - 第21回ヨコハマ映画祭 - 新人監督賞（『どこまでもいこう』『月光の囁き』）
- 2000年 - 第9回日本映画プロフェッショナル大賞 - 新人監督賞（『どこまでもいこう』『月光の囁き』）[11]
- 2000年 - 第54回毎日映画コンクール - スポニチグランプリ新人賞（『どこまでもいこう』『月光の囁き』）
- 2003年 - 第12回日本映画プロフェッショナル大賞 - 監督賞（『害虫』）[12]
- 2004年 - 第27回日本アカデミー賞 - 優秀監督賞・優秀脚本賞（『黄泉がえり』）[13]
- 2016年 - 第69回ロカルノ国際映画祭 - インターナショナルコンペティション部門・若手審査員賞（『風に濡れた女』）[14]